# Mephisto and the Maiden
Mephisto and the Maiden è un cortometraggio muto del 1909 diretto da Francis Boggs.

## Trama
Un frate baratta la sua anima vendendola al diavolo per poter restare due ore con una donna.

## Produzione
Il film fu prodotto da William Nicholas Selig per la Selig Polyscope Company.

## Distribuzione
Distribuito dalla Selig Polyscope Company, il film - un cortometraggio di una bobina - uscì nelle sale cinematografiche statunitensi il 29 aprile 1909.